# Морган-Гілл (Каліфорнія)
Морган-Гілл (англ. Morgan Hill) — місто (англ. city) в окрузі Санта-Клара, штат Каліфорнія, США. Завдяки своєму розташуванню місто входить до Кремнієвої долини. Населення — 45 483 особи (2020).

## Географія
Морган-Гілл розташований за координатами 37°7′57″ пн. ш. 121°38′29″ зх. д. / 37.13250° пн. ш. 121.64139° зх. д. (37.132363, -121.641322) у 39 км на південь від міста Сан-Хосе, 21 км на північ від міста Гілрой, і 24 км від узбережжя Тихого океану. За даними Бюро перепису населення США в 2010 році місто мало площу 33,36 км², уся площа — суходіл.

## Демографія
Згідно з переписом 2010 року в місті мешкали 37 882 особи в 12 326 домогосподарствах у складі 9696 родин. Густота населення становила 1135 осіб/км². Було 12859 помешкань (385/км²).
Расовий склад населення:
| - 65,2 % — білих - 10,2 % — азіатів - 2,0 % — чорних або афроамериканців - 0,9 % — корінних американців - 0,3 % — вихідців з тихоокеанських островів - 15,3 % — осіб інших рас |

До двох чи більше рас належало 6,2 %. Частка іспаномовних становила 34,0 % від усіх жителів.
За віковим діапазоном населення розподілялося таким чином: 28,6 % — особи молодші 18 років, 61,9 % — особи у віці 18—64 років, 9,5 % — особи у віці 65 років та старші. Медіана віку мешканця становила 36,8 року. На 100 осіб жіночої статі у місті припадало 97,9 чоловіків;  на 100 жінок у віці від 18 років та старших — 94,5 чоловіків також старших 18 років.
Середній дохід на одне домашнє господарство  становив 126 986 доларів США (медіана — 96 051), а середній дохід на одну сім'ю — 139 878 доларів (медіана — 108 012). Медіана доходів становила 79 350 доларів для чоловіків та 60 024 долари для жінок. За межею бідності перебувало 9,8 % осіб, у тому числі 11,9 % дітей у віці до 18 років та 8,5 % осіб у віці 65 років та старших.
Цивільне працевлаштоване населення становило 19 512 особи. Основні галузі зайнятості: освіта, охорона здоров'я та соціальна допомога — 17,6 %, виробництво — 15,1 %, науковці, спеціалісти, менеджери — 14,0 %.

## Промисловість
У місті знаходиться відома фірма Specialized Bicycle Components, що спеціалізується на виробництві велосипедів та комплектуючих для велосипедного спорту. Вона є четвертою за величиною компанією США по виробництву велосипедів.

### Найбільші роботодавці
Станом лютий місяць 2011 року, найбільшими роботодавцями були:
| #  | Підприємство                        | Кількість робітників |
| -- | ----------------------------------- | -------------------- |
| 1  | Anritsu                             | 492                  |
| 2  | Comcast Cable Communications        | 450                  |
| 3  | Morgan Hill Unified School District | 435                  |
| 4  | Safeway                             | 258                  |
| 5  | Fox Racing                          | 252                  |
| 6  | Specialized Bike Components         | 240                  |
| 7  | Paramit                             | 230                  |
| 8  | Infineon Technologies               | 183                  |
| 9  | Wal-Mart                            | 179                  |
| 10 | City of Morgan Hill                 | 175                  |

## Міста-побратими
- Seferihisar, Туреччина
- Сан-Кашіано-ін-Валь-ді-Пеза, Італія
- Сан-Кашіано-ін-Валь-ді-Пеза, Мексика
- Мідзухо, Японія
- Гедфорд, Ірландія